# 谷澤英彦
谷澤英彦（たにざわひでひこ、1971年12月5日 - ）は、日本の元テニス選手、現テニスコーチ、解説者。
愛知県名古屋市出身、180cm、80kg、左利き。相模工業大学附属高校卒業。

## 来歴
1989年高校3年の時、全日本テニス選手権男子シングルスで福井烈を破って、17歳9ヶ月での史上最年少優勝を果たす。
1990年にはデビスカップ代表にも選ばれた。日本ランキングの最高位は1989年の6位。
世界ランキングの最高位は1993年の597位。
25歳の時に選手を引退し、現在は日本体育協会公認スポーツ指導者コーチ、日本テニス協会公認S級エリートコーチとして、守屋宏紀を指導する。
またNHKのテニス中継で解説も務めている。